# John T. Parsons
John Thoren Parsons (* 11. Oktober 1913 in Detroit, Michigan; † 19. April 2007 in Traverse City, Michigan)  war ein US-amerikanischer Erfinder numerisch gesteuerter Werkzeugmaschinen (Numerical Control).
Parsons hatte schwedische Einwanderer als Vorfahren. Er war in den 1940er Jahren im Propeller Lab der Wright-Patterson Air Force Base (zuständig für Rotorblätter von Hubschraubern), als er mit seinem Angestellten Frank L. Stulen Techniken der Fertigung von Helikopter-Rotorblättern und anderen Maschinenteilen mit numerisch gesteuerten Maschinen entwickelte. Die Einstellungen der Werkzeugmaschinen wurden aber damals noch von Menschen vorgenommen, nur die Interpolation der Rotorumrisse und daraus folgenden Fertigungsschritte am Computer berechnet. 1948 gründete er seine eigene Firma Parsons Corporation in Traverse City. In Zusammenarbeit mit IBM und dem Massachusetts Institute of Technology (Labor für Servomechanismen von Gordon S. Brown) wurde dann eine vollautomatische Steuerung der Maschinen entwickelt, dem später eine eigene Programmiersprache (Automatically Programmed Tools, APT) folgte. Der Prototyp wurde 1952 präsentiert. Ein 1952 eingereichtes Patent wurde Parsons 1958 erteilt. Die Lizenzen retteten seine Firma, der die Entwicklungskosten davonliefen, und schließlich verkaufte er die Rechte 1955 an die Bendix Corporation. Seine Gesellschaft wurde der weltgrößte Hersteller von Helikopter-Rotorblättern und hatte Fabriken in Detroit und Stockton. Seine Fabrik stellte auch die Treibstofftanks für die Saturn-Booster-Raketen her.
1993  wurde er in die National Inventors Hall of Fame aufgenommen. 1985 erhielt er mit Stulen die National Medal of Technology. 1989 wurde er Ehrendoktor der University of Michigan und 1997 der Lake Superior State University. 1982 erhielt er den Founders Award der Society of Manufacturing Engineers und 1968 den ersten Joseph Marie Jacquard Award der Numerical Control Society.